# Achi Dżan
Achi Dżan )pers. اخي جان) – wieś w Iranie, w ostanie Azerbejdżan Zachodni, w szahrestanie Szahin Deż. W 2006 roku liczyła 159 mieszkańców.